# Сан-Пьетро-Валь-Лемина
Сан-Пьетро-Валь-Лемина (итал. San Pietro Val Lemina) — коммуна в Италии, располагается в регионе Пьемонт, в провинции Турин.
Население составляет 1480 человек (2008 г.), плотность населения составляет 119 чел./км². Занимает площадь 12 43 км². Почтовый индекс — 10060. Телефонный код — 0121.
Покровителями коммуны почитаются святые апостолы Пётр и Павел, празднование 29 июня.

## Демография
Динамика населения:

## Администрация коммуны
- Официальный сайт: http://www.comune.sanpietrovallemina.to.it/